# Gorm el Viejo
Gorm el Viejo (en danés: Gorm den Gamle), fue un caudillo vikingo danés que llegó a ser rey de Dinamarca (936-958). Nació antes del año 900 y posiblemente murió en 958.

## Biografía
Su reino englobaba Jutlandia, Schleswig (hasta el río Eider), Funen, Selandia, Laaland, Falster, así como las regiones suecas de Skane y Halland. Su poder se extendía además sobre una parte de Noruega y algunas avanzadas escandinavas que habían surgido junto a las costas del mar Báltico, pobladas por eslavos.
No se trataba de un reino unificado y centralizado, sino formado por pequeñas comunidades aisladas, por lo que Gorm y sus sucesores se consideraban, como mucho, como los jefes supremos de estas comunidades, y su poder era limitado y poco estable.
El rey Gorm era pagano, pero recibió amistosamente a los misioneros que le envió el rey germano, los cuales consiguieron convertir al cristianismo a su esposa Thyra Danebod. Ambos tuvieron dos hijos: Canuto y Harald. El primero murió en una expedición vikinga en Inglaterra.
A la muerte de Thyra, erigió las Piedras de Jelling en su memoria, donde también fue sepultado él mismo a su muerte. 